# Hazlerigg
Hazlerigg es un pueblo y una parroquia civil del distrito de Newcastle upon Tyne, en el condado de Tyne y Wear (Inglaterra).

## Geografía
Según la Oficina Nacional de Estadística británica, Hazlerigg tiene una superficie de 4,05 km².

## Demografía
Según el censo de 2001, Hazlerigg tenía 1053 habitantes (49,38% varones, 50,62% mujeres) y una densidad de población de 260 hab/km². El 21,46% eran menores de 16 años, el 72,27% tenían entre 16 y 74, y el 6,27% eran mayores de 74. La media de edad era de 37,98 años. Del total de habitantes con 16 o más años, el 28,54% estaban solteros, el 54,29% casados, y el 17,17% divorciados o viudos.
Según su grupo étnico, el 96,3% de los habitantes eran blancos, el 1,61% mestizos, el 1,52% asiáticos, el 0,28% negros, y el 0,28% de cualquier otro. La mayor parte (97,53%) eran originarios del Reino Unido. El resto de países europeos englobaban al 0,86% de la población, mientras que el 1,62% había nacido en cualquier otro lugar. El cristianismo era profesado por el 70,44%, el budismo por el 0,29%, el hinduismo por el 0,95%, el islam por el 0,38%, y el sijismo por el 0,48%. El 20,06% no eran religiosos y el 7,41% no marcaron ninguna opción en el censo.
Había 459 hogares con residentes y 2 vacíos.